# Garching bei München
Garching bei München o Garching es una ciudad en Baviera, Alemania próxima a Múnich, cerca del río Isar y la autopista A9. La línea U6 del metro de Múnich tiene su final en Garching, habiéndose finalizado en octubre de 2006 el proceso de ampliación por el centro de la ciudad para llegar hasta la universidad y las instalaciones de investigación que se describen más abajo.

## Distritos
1. Garching
2. Dirnismaning
3. Hochbrück
4. Forschungsinstitute (Institutos de Investigación)

## Institutos de Educación e Investigación
Incluyen:
- Sede Central del Observatorio Europeo Austral (ESO)
- Instituto Federal de Investigación para Química Alimentaria (DFA)
- Institutos Max Planck:
  - Instituto Max Planck de Astrofísica (MPA)
  - Instituto Max Planck de Física Extraterrestre (MPE)
  - Instituto Max Planck de Física del Plasma (IPP)
  - Instituto Max Planck de Óptica Cuántica (MPQ)
- Varias facultades de la Universidad Técnica de Múnich (TUM), incluyendo:
  - Matemáticas
  - Ingeniería Mecánica
  - Ciencia Informática 
  - Física
    - Instituto Walter Schottky de semiconductores
    - Instituto Walter Meißner de física de bajas temperaturas
    - Centro Bávaro de Investigación de Energía Aplicada (ZAE)

  - Departamento de Química 
  - Reactor de investigación FRM-II
- Parte del departamento de física de la Universidad Ludwig Maximilians
- Centro de Investigación Global General Electric

## Ciudades hermanadas
- Lørenskog (Noruega)
- Radeberg (cerca de Dresde)